# Joseph Lanner

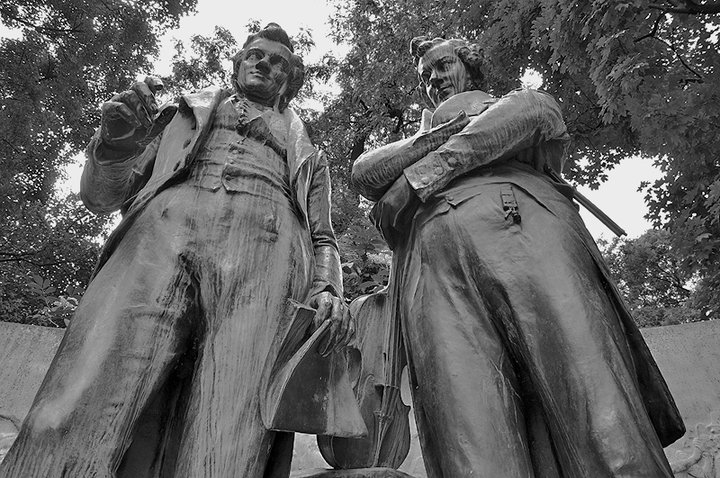
Pomnik Lannera i Straussa (ojca) w Rathauspark w Wiedniu

Joseph Lanner (ur. 12 kwietnia 1801 w Sankt Ulrich pod Wiedniem, zm. 14 kwietnia 1843 w Döbling pod Wiedniem) – austriacki kompozytor epoki romantyzmu, swoją twórczością i życiem związany z Wiedniem. Twórca dojrzałej formy wiedeńskiego walca koncertowego. Autor walców koncertowych, marszów, polek-galopów, landlerów, a także jedynej operetki Alt-Wien (Stary Wiedeń). Współpracownik, a później konkurent Johanna Straussa (ojca).

## Biografia
Joseph Lanner urodził się, zmarł oraz przez całe niemal życie przebywał w Wiedniu i jego okolicach. Z Wiedniem związana jest również jego twórczość oraz działalność artystyczna. Niewiele wiadomo o rozpoczęciu przez niego działalności muzycznej. Przyjmuje się, że jego muzyczna kariera rozpoczęła się po zakończeniu szkolenia jako rytownika skrzypka. Naukę gry na skrzypcach i altówce zaczął w młodym wieku, prawdopodobnie jako samouk.
Wkrótce doszedł w tej materii do dużej zręczności, wystarczającej na to, aby w wieku 12 lat wstąpić do małej orkiestry smyczkowej kierowanej przez Michaela Pamera. W orkiestrze tej grali również na skrzypcach bracia Johann Drahanek i Karl Drahanek, a na altówce Johann Strauss (ojciec). Orkiestra była w zasadzie orkiestrą taneczną, grającą w salach tanecznych i gospodach, a jej kapelmistrz dobrze wspominał czasy kongresu wiedeńskiego, kiedy to grywał koronowanym głowom.
Orkiestra stopniowo jednak powiększała się, zdobywała popularność i znana była dobrze w Wiedniu już w karnawale około 1820 roku. Wkrótce Lanner i Strauss (ojciec) opuścili orkiestrę Pamera i założyli własny zespół. Obydwaj kompozytorzy znacznie się różnili. Lanner, spokojny, niebieskooki, melancholijny blondyn kontrastował ze Straussem – ciemnookim, impulsywnym brunetem, pełnym energii i inicjatywy. Obydwie takie indywidualne osobowości nie mogły się tolerować i po awanturze w gospodzie Zum Schwarzen Bock doszło do rozstania – każdy z kompozytorów poszedł własną drogą artystyczną, zabierając ze sobą część zespołu. Lanner dedykował wówczas swojemu byłemu współpracownikowi – Straussowi – walc Trennungs-Walzer (Rozstanie). Obaj kompozytorzy współpracowali później okazjonalnie, a w 1836 roku obaj otrzymali honorowe obywatelstwo miasta Wiednia.
Lanner, podobnie jak Strauss, szybko zdobywał popularność w Wiedniu. Obejmował kolejno stanowiska kierownika muzycznego w różnych wiedeńskich hotelach oraz salach tanecznych, gdzie grała kierowana przez niego orkiestra. Miał wówczas możliwość prezentowania nowo skomponowanych utworów. Strauss, konkurent Lannera, poszedł podobną drogą, zdobywając również dużą popularność. Byli więc w Wiedniu dwaj kompozytorzy muzyki tanecznej – Strauss i Lanner – prowadzący konkurujące ze sobą orkiestry i prezentujący swoje liczne kompozycje. W rezultacie w latach trzydziestych XIX wieku melomani wiedeńscy podzielili się na dwa zwalczające się obozy zwane Lannerianer oraz Straussianer.
Z biegiem lat zaczęło przychodzić uznanie dla twórczości artystycznej i kompozytorskiej, nie tylko wśród zwykłych wiedeńczyków, ale i wśród austriackiej arystokracji. W rezultacie Lanner mianowany został dyrektorem muzycznym Redöutensale w wiedeńskim pałacu cesarskim – Hofburgu.
Kompozytor zaraził się tyfusem w czasie panującej w Wiedniu epidemii. Zmarł w Wielki Piątek, 14 kwietnia 1843, w wieku 42 lat.

## Twórczość
Twórczość Lannera wywodzi się z romantycznej inspiracji i jest przepojona atmosferą starego Wiednia. Podobnie jak muzyka Straussów, pod względem struktury muzycznej i instrumentacji stanowi kontynuację romantycznego kierunku w muzyce, zapoczątkowanego przez Schuberta. W przeciwieństwie do twórczości Schuberta nie nosi jednak cech dramatycznego uniwersalizmu; jest natomiast przesiąknięta lekką, niemal radosną atmosferą Wiednia z belle epoque. Za życia Straussa i Lannera ich twórczość zaliczano do tzw. „muzyki lekkiej”. Obecnie traktuje się ją jako klasykę i wykonuje z należytą powagą, z udziałem najlepszych orkiestr świata, czego dowodem jest Koncert noworoczny Filharmoników Wiedeńskich.
Twórczość Lannera obejmuje ponad 200 utworów. Składają się na nie walce, ländlery, marsze, polki-galopki, tańce styryjskie, potpourri.
Lanner obok Straussa (ojca) jest twórcą ostatecznej formy walca koncertowego. Składa się on z introdukcji, zazwyczaj powolnej, nierzadko o wirtuozowskim charakterze, często o nietypowym metrum, np. 12/8, po której następuje ekspozycja pięciu tematów walcowych, z których każdy składa się z dwóch podtematów w metrum 3/4. Utwór zamyka imponujący finał o charakterze rozbudowanej kody.
Spośród całej twórczości Lannera największą popularność zdobyły jego walce, m.in. Pesther-Walzer, op. 93, Die Weber, op. 103, Hofballtänze Walzer, op. 161. Walc Die Romantiker, op. 167 z rozpoetyzowaną introdukcją eksponowaną delikatnymi dźwiękami wyginających się strun skrzypiec, altówek i wiolonczeli uważany jest za najbardziej romantyczny z romantycznych walców. Jednak pierwowzorem konstrukcji strukturalnej walców wiedeńskich, tak dobrze znanych publiczności na całym świecie, był skomponowany kilka lat wcześniej Krönungs-Walzer, op. 133 - utwór o charakterze niemal wirtuozowskim, z dominującą rolą skrzypiec wykonujących liczne tryle i pasaże. 
Walc Die Schönbrunner, op. 200 przez niemal 30 lat był najpopularniejszym walcem wiedeńskim, aż do skomponowania Nad pięknym modrym Dunajem przez Johanna Straussa (syna). 
Twórczość Lannera jest słabo znana publiczności i rzadko wykonywana, z wyjątkiem może walca Die Schönbrunner.  W Polsce Lanner jest kompozytorem niemal zapomnianym, choć to właśnie on, a nie Johann Strauss jak się powszechnie sądzi jest twórcą ostatecznej formy walca wiedeńskiego. 

## Wybrane utwory
| Walce - Mitternachts-Walzer, op. 8 - Trennungs-Walzer, op. 19 - Ankunfts-Walzer, op. 34 - Die Humoristiker, op. 92 - Pesther-Walzer, op. 93 - Jubel-Walzer, op. 100 - Die Werber, op. 103 - Krönungs-Walzer, op. 133 - Marien-Walzer, op. 143 - Hoffnungs-Strahlen, op. 158 - Hofballtänze, op. 161 - Die Mozartisten, op. 196 - Nixen-Tänze, op. 198 - Die Schönbrunner op. 200 | Marsze i polki - Norma-Marsch, op. 75a - Defilier-Marsch, op. 157a - Fest-Marsch, op. 139 - Cerrito, op. 189 - Hans-Jörgel, op. 194 - Favorit, op. 201 | Ländlery - Neue Wiener Ländler, op. 1 - Dornbacher, op. 9 - Kirchweih, op. 13 - Leopoldstädter, op. 35 - Die jüngsten Kinder meine Laune, op. 65 - S' Hoamweh, op. 202 | Galopy - Hollabrunner, op. 21 - Elisens und Katinkens Vereinigungs, op. 56a - Tarantel-Galopp, op. 125 - Die bestürmung von Constantine, op. 127 - Tourbillon-Galopp, op. 142a - Nymphen-Galopp, op. 153 |